# 佐々木義登
佐々木 義登（ささき よしと、1966年 ‐ ）は、日本の作家、国文学者。徳島県出身。二松学舎大学大学院文学研究科国文学専攻博士後期課程修了。文学博士。四国大学文学部日本文学科教授。

## 経歴
徳島県立城ノ内高等学校を経て、1991年二松学舎大学文学部国文学科卒業。啓明書房勤務を経て、2004年に二松學舍大学大学院文学研究科国文学専攻修士課程修了。
2007年、小説「青空クライシス」にて第14回三田文学新人賞受賞。
2011年、二松学舎大学大学院文学研究科国文学専攻博士後期課程修了、四国大学専任講師。2017年、四国大学教授。
2014年、第6回とくしま芸術文化奨励賞受賞。
2017年、徳島文学協会を創設。翌年、文芸誌『徳島文學』を創刊。
2018年、徳島新聞社と徳島文学協会の共催にて、徳島新聞「阿波しらさぎ文学賞」を創設。
2021年、『三田文学』にて「新同人雑誌評」を担当。

### 審査委員
- 「四国大学 富士正晴全国高校生文学賞」最終審査委員。[8]
- 「とくしま文学賞」随筆部門選考委員。[9]
- 徳島新聞「阿波しらさぎ文学賞」選考委員[10]

## 作品リスト

### 小説
- 『郷里』（亜紀書房　2018年3月、240ページ）ISBN 978-4-7505-1540-3
  - 「青空クライシス」（『三田文学』2007年春季号）
  - 「桃」（『三田文学』2007年夏季号）
  - 「空に住む木馬」（『月刊国語教育』2010年4月号～8月号）
  - 「ナイフ」（『文芸思潮』2010年秋号）
  - 「王と詩」（『シコダイＶＳプロ作家』2016年）
  - 「鈴の音」（『三田文学』2017年秋季号）

### 単行本未収録作品
- 「隙間」　（『徳島文學』Volume1 2018年5月）ISBN 978-4-9910119-0-0

### 主な研究論文
- 「規範の相対化─太宰治『燈籠』論─」（2008『國文學─解釈と教材の研究』第53巻3号）
- 「勇者の条件─太宰治『走れメロス』論─」（2008『二松学舎大学創立130周年記念論集』）
- 「よしもとばなな『みどりのゆび』の語りを読む―揺さぶられる〈私のなかの他者〉」（2011『日本文学』第60巻第8号）
- 「デザインされた美－太宰治『満願』論」（2011、『四国大学紀要』人文社会編第36号）